# Gruppo italiano scrittori di montagna
Il Gruppo italiano scrittori di montagna - Accademia di arte e cultura alpina è un'associazione fondata a Torino il 14 aprile 1929 da Agostino Ferrari e Adolfo Balliano.

## Storia
Il gruppo nasceva inizialmente come reazione allo spostamento a Roma ed all'affiliazione al CONI del Club Alpino Italiano da parte del regime fascista. I fondatori infatti si opponevano all'idea dell'alpinismo come semplice attività sportiva, e portavano avanti degli ideali più vicini a quelli del fondatore del CAI Quintino Sella, che si proponevano di sostenere con gli scritti autorevoli.
Fra i primi soci vi furono Guido Rey, Paul Guiton e il Duca degli Abruzzi Luigi di Savoia. Successivamente ne hanno fatto parte fra gli altri Camillo Giussani, Giovanni Bertoglio, Salvator Gotta, Joseph-Marie Henry, Giovanni Bertacchi, Aurelio Garobbio, Dino Buzzati, Bianca Di Beaco, Bruno Credaro e Spiro Dalla Porta Xydias, che ne fu per anni presidente.
Come indicato dal suo statuto l'associazione «ha lo scopo di esaltare e di diffondere i valori ideali dell'alpinismo, di ispirare l'amore per la montagna e di promuovere ogni iniziativa atta a favorirne la conoscenza e la salvaguardia, nel rispetto dei valori naturali dell'ambiente e delle genti montanare».